# ドラゴンセイバー
『ドラゴンセイバー』(Dragon Saber:After Story of Dragon Spirit) は、1990年12月にナムコから発売された業務用の縦スクロールシューティングゲーム。
同社の『ドラゴンスピリット』（1987年、以下「ドラスピ」と記す）の続編である。略称はドラセイ。
ゲーム誌『ゲーメスト』の企画「第5回ゲーメスト大賞」（1991年度）において、大賞2位、ベストシューティング賞2位、ベスト演出賞7位、ベストグラフィック賞9位、ベストVGM賞2位を獲得した。家庭用移植版については、本項#移植版を参照。

## 概要
敵役として登場することが多かった「ドラゴン」をプレイヤーキャラクターに起用するという、当時としては斬新な設定を用いた「ドラスピ」から3年半後に、その続編としてリリース。タイトルは「竜（Dragon）の力を与える剣（Saber）+ 救世主 (Savior)」に由来する。
今作でも主なプレイヤーキャラは引き続き「ブルードラゴン」だが、1P専用ゲームだったドラスピに対して本作では2人同時プレイが可能（一人がプレイ中でも途中参加可能）。2P専用キャラクターは「レッドドラゴン」で、プレイヤー（たち）はドラゴンを操作し、敵キャラである「バイオモンスター」を駆逐し世界を救出するのが目的となる。なお世界設定は数千年～数万年後の滅びゆく世界が舞台となっており、登場するキャラクターも多くは今作独自のものになっている。（「ドラスピ」とのストーリー的な繋がりは前作にも設定上で登場した「太陽神アーリア」が再登場するという以外は薄い。詳しい設定解説は後述する#ストーリーなどを参照）
アーケード版に用いられている基板は、前作で使用された「SYSTEM I」から、バージョンアップした「SYSTEM II」にアップグレードしたことにより背景の回転・拡大・縮小の表現が加わり、VGM（ゲーム音楽）の音色も豪華さが増した。

## ゲーム内容

### システム
ドラゴンの首が1本でも対空と対地が同時に攻撃でき、プレイヤーがしばらく対空攻撃ボタンを押さないでいるとドラゴンにエネルギーが溜まり、フルに溜まった時点で対空攻撃ボタンを押すと超強力な対空攻撃ができる「エクスプロードショット」が備わった。
ライフは前作では2〜3回ダメージを受けるとミスであったが、当作はライフなし（ダメージを受けると即ミス）、ライフあり（2〜4回ダメージを受けるとミス）がゲームセンター運営者側のオプションモードで設定できた。ライフは回復しない。
ライフのなしあり設定は全面クリア時の残機ボーナスに影響する（ライフなしで1機につき20万点、ライフありで1機10万点）。それによりこのゲームで高得点を取る方法は前作と異なり、ライフなし設定でノーミス全面クリアすることが重要となってくるが、ゲーメスト誌（新声社、現在は同社の倒産により廃刊）によるハイスコア集計はライフなしとありで部門別に集計された。当作はゲームランクの自動調整機能が備わっており、ノーミスでいる時間が長いほどランクは上がって敵の攻撃は激しくなり、逆にミスやコンティニューをするほどランクは下がる。ストックは前作同様得点でエクステンドがあり、更にアイテムによるエクステンドがある。
全9ステージで構成されており、ステージ8以外の各ステージの最後でボスが現れ、それを撃破すると次のステージに進む。ステージ9の最後に登場するカオスを倒すと、エンディングが始まる。隠しモードとして、クレジットを投入して1Pの対空対地両方のボタンを押しながらスタートすると、ステージ1〜6の道中とエンディングのBGMが、前作のアレンジバージョンに変わる。さらにエンディングでは、ナムコゲームの歴史パート2として1987年7月の『ブレイザー』から1990年12月の当作までのリストが見られる（ただし、外注作品である1988年『メルヘンメイズ』と1989年『ブラストオフ』の2作品がこのリストから洩れているほか、1989年『ダートフォックス』(DIRT FOX) のスペルに誤りがあり、"DART FOX" になっている）。

### アイテム
前作同様アイテムによるパワーアップシステムがあり、地上に存在する卵を破壊することで出現するアイテムと、白く点滅する敵を撃つと出現するアイテムがある。以下にアイテムのリストを示す。前作と比べると、流れる速度が遅く自機の方向に来るので、多少は取りやすくなっている。
ノーマルドラゴンおよびスモールドラゴンでは首の数を増やすことでショットの同時発射数を強化可能。ただし、ファイアー、アックス、スパーク、スチールの各ドラゴン形態では首は1本で固定となるが、ダメージやアンチアイテムでこれらの形態がキャンセルされることはない。
赤玉（パワーアップ）
地上のオレンジ色の卵を破壊すると出現。対空攻撃が1段階パワーアップ。前作では3つ取ると1段階パワーアップしたが、当作では1つ取るだけでパワーアップする。最大2段階まで。
青玉（ノーマルドラゴン）
地上の青色の卵を破壊すると出現。1つ取るとドラゴンの首が1本増え、対空と対地の攻撃力がアップする。最大3本まで。ただし、首が3本になるとドラゴン本体の当たり判定が他の形態より大きくなる。また、ノーマルドラゴンの最大パワー時は対空ショットがレーザーの様なショットに変化し、連射が効かなくなる。エクスプロードショットではザコ敵を貫通するショットを前方に発射。2〜3本首時はショットに残像が加わる。
取得時は、以下のファイアー、アックス、スパーク、スチールの各ドラゴンからノーマルドラゴンに戻る。
ファイアードラゴン
ステージ2の赤色の卵を破壊すると出現。取るとファイアードラゴンに変身。対空ショットが輪状に変化する他、エクスプロードショットでは巨大な火の鳥の形状をした強力なファイアーブレスで攻撃。対地攻撃は地面に着弾後、前方に連爆するようになる。ドラゴンの色は1Pは銀色、2Pはオレンジに変わる。
アックスドラゴン
ステージ3、4の水色の卵を破壊すると出現。取るとアックスドラゴンに変身。対空ショットが刃状に変化し、エクスプロードショットでは正面を除く斜めおよび横の扇状に拡大ショットを発射。ドラゴンの色は1Pは青緑、2Pはピンクに変わる。
スパークドラゴン
ステージ4、6、7の黒色の卵を破壊すると出現。取るとスパークドラゴンに変身。エクスプロードショットでは強力な電撃で対空の敵全体を攻撃（その際、ドラゴンから正面・横・斜め後ろに5本のスパークが放たれるが、この部分に当たり判定はない）。対地攻撃では他のドラゴンに見られる所謂「着弾」と「爆風」がなく、自機から一定以内の距離(自機の真下の物など)の地上物を破壊可能。ドラゴンの色は1Pは黒色、2Pは赤茶に変わる。
スチールドラゴン
ステージ6の白色の卵を破壊すると出現。取るとスチールドラゴンに変身。エクスプロードショットでは敵を自動追尾する高速ホーミングショットを一斉発射する。対地攻撃は着弾後の爆発が大型化する。ドラゴンの色は1Pは白色、2Pは薄ピンク色に変わる。
スモールドラゴン
ドラゴンが小さくなり、当たり判定も見た目通り小さくなる。前作と異なり他のパワーアップドラゴンと併用できず、ノーマルドラゴンがそのまま小さくなった状態になる。ドラゴンの色は1Pは緑色、2Pはピンク色に変わる。赤玉を取ると首の数が増え、ダメージを受けたり他のパワーアップアイテムを取ると通常の大きさに戻る。
パワーウィング
ドラゴンの左右にバリアを張り、一定時間敵や敵の弾から身を守る。
ダイア
1000点（PCエンジン版は500点）のボーナス得点が加算される。
ハート
3個取るとドラゴンのストックが一つ増える。取るごとに画面下中央に前作同様「卵」→「雛」のグラフィックで表示され、3個目を取るとストックが追加される。2人同時プレイでは3個目を取ったプレイヤーのほうにストックが追加される。前作と異なり、卵、雛状態でゲームオーバーになっても次回のニューゲームには引き継がれない（コンティニュー時は引き継がれる）。
スピードアップ
PCエンジン版のみ登場するアイテム。ドラゴンの移動速度がアップする。最大2段階まで。
アンチ
1つ取ると対空攻撃が1段階パワーダウンされるマイナスアイテム。このほか、ノーマルドラゴンで首が複数ある時には1本減ってしまう。スモールドラゴンの状態で取ると元の大きさに戻ってしまうが、ファイアー、アックス、スパーク、スチールの各ドラゴンからノーマルドラゴンに戻ることはない。
卵を破壊する以外にもファイアードラゴン、アックスドラゴン、スパークドラゴンのアイテムはステージ5とステージ8の敵、スチールドラゴンのアイテムは、ステージ8の敵からそれぞれランダムに出現する場合がある。

### その他
9面のラストボス、カオスから出てくる魚介類の敵は、開発中にあった深海エリアに登場するはずの敵だった。しかし、深海エリアはお蔵入りとなってしまった。

## 設定

### ストーリー
遥か彼方の世界。人々は利己主義により戦争や環境破壊などの愚かな歴史を繰り返してきた。それにより世界の何処かで超進化した異次元の生命体が数多く産み出され、世界は瞬く間にその生命体に支配されていった。一方その頃、かつて聖龍ブルードラゴンとともに魔王ザウエルを封じ込めた太陽神アーリアは、ヒューイとシリアという勇敢なる2人の若者に龍の力を得られる聖剣を与え、諸悪の根源の討伐を託した。2人は聖龍に変身し戦いの旅に出たのであった。

### ステージ構成
STAGE 1：水没都市
都市の大部分が水に沈んだ海と島のみの地帯。
- ボス：アキラ

STAGE 2：火山
地殻変動が起き、溶岩が流れて巨大な炎が噴き出す地帯。
- ボス：ヒッポカンパス

STAGE 3：化石
左右に動く壁が行く手を阻む遺跡のような地帯。
- ボス：エイリアンキング

STAGE 4：地蕈
異次元の植物が眼下に広がる地帯。
- ボス：ウッディ

STAGE 5：渓谷
迷路のように曲がりくねった岩壁を高速で進む。
- ボス：ロックヘッド

STAGE 6：氷穴
左右に尖った氷の壁が行動範囲を狭める氷の洞窟。
- ボス：アイススネーク

STAGE 7：魔界
異次元の生命体や細胞壁で構成された異様な地帯。
- ボス：ドラゴンゾンビ

STAGE 8：暗黒
悪の本拠への入り口。エリアは短く、敵はアイテムを出す石像のみ。ボーナスステージ扱いのため、ボスは存在しない。
STAGE 9：最終
悪の本拠。近未来の機械要塞。ゲームランクが高いとアンチを出す敵が大量に出現する。
- ボス：カオス

### キャラクター
太陽神アーリア
ブルードラゴンを復活させ、魔神ザウエルを闇に封印した光の神。
ヒューイ・ラグーン
ブルードラゴンに変身する。生き残った人間のなかで、果敢にもバイオモンスターと戦う。仲間からも厚い信頼を得ている。
シリア・フィリアーネ
レッドドラゴンに変身する。エルフの種族の生き残りであり、自然を破壊した人間を快く思っていない。

## 移植版
※ 下記表における発売元「バンナム」は、バンダイナムコエンターテインメント（当時の社名はバンダイナムコゲームス）の略称。
| No. | タイトル                                           | 発売日         | 対応機種                                                                  | 開発元                   | 発売元                 | メディア                                        | 型式       | 備考                                                            |
| --- | -------------------------------------------------- | -------------- | ------------------------------------------------------------------------- | ------------------------ | ---------------------- | ----------------------------------------------- | ---------- | --------------------------------------------------------------- |
| 1   | ドラゴンセイバー                                   | 1991年8月5日   | PCエンジン                                                                | ナウプロダクション       | ナムコ                 | 4メガビットHuCARD                               | NC91005    |                                                                 |
| 2   | ナムコミュージアム アンコール                      | 1997年10月30日 | PlayStation                                                               | ナムコ                   | ナムコ                 | CD-ROM                                          | NAPR-1033  | アーケード版の移植                                              |
| 3   | ナムコミュージアム アンコール PlayStation The Best | 1999年10月28日 | PlayStation                                                               | ナムコ                   | ナムコ                 | CD-ROM                                          | SLPS-91163 | 廉価版                                                          |
| 4   | ドラゴンセイバー                                   | 2008年8月5日   | Wii                                                                       | ナウプロダクション       | バンナム               | ダウンロード （バーチャルコンソール）           | PC5J       | PCエンジン版の移植。 2019年1月31日に販売終了。                  |
| 5   | ドラゴンセイバー                                   | 2009年9月15日  | Wii                                                                       | バンダイナムコゲームス   | バンダイナムコゲームス | ダウンロード （バーチャルコンソールアーケード） | E7FJ       | アーケード版の移植。 2019年1月31日に販売終了。                  |
| 6   | ナムコミュージアムアンコール                       | 2013年12月18日 | PlayStation 3 PlayStation Portable PlayStation Vita (PlayStation Network) | ナムコ （PlayStation版） | バンダイナムコゲームス | ダウンロード （ゲームアーカイブス）             | -          | アーケード版の移植 PSPについては2016年3月31日以降の新規購入終了 |
| 7   | ドラゴンセイバー                                   | 2022年7月14日  | PlayStation 4 Nintendo Switch                                             | ハムスター               | ハムスター             | ダウンロード (アーケードアーカイブス)           | -          | アーケード版の移植 「こだわり設定」により、2P単機で開始も可能   |

PCエンジン版
当時としてはポピュラーであった「アーケード版の雰囲気をできるだけ再現しようと努力した」形の移植版。前作「ドラスピ」のPCエンジン移植版と異なりすべてのステージやボスキャラが割愛されずに移植されている。アーケード版のハードを活かした演出や音色については、PCエンジンの性能に相応した再現にとどまっている。
Wii（バーチャルコンソールアーケード）版
2008年8月5日よりPCエンジン版、2009年9月15日よりアーケード版が配信開始。Wiiショッピングチャンネルの終了にともない、現在は販売を終了している。
PlayStation版
PS1でリリースされたナムコミュージアムシリーズ収録作品の中では唯一の1990年代作品。
2013年からPlayStation Store（PSS）のゲームカテゴリ「ゲームアーカイブス」の1つとしても配信されており、PlayStation 3(PS3)やPlayStation Vita(PS Vita)でもプレイ可能。詳しくは下記参照。
- - 2021年7月2日現在、新規に購入するためにはPS3およびPS Vita実機を使ってPSSにアクセスした上でダウンロードし、どちらかの機種（のストレージ）にインストールするのが正規唯一の方法となる。
  - 2016年3月31日までは上記2機種に加えてPlayStation Portable(PSP)から新規に購入（ダウンロード・インストール）して遊ぶ事が可能だった。（これ以前はPCのブラウザからPSSにアクセスしてコンテンツの購入・ダウンロードをして、各機種にインストールすることも可能だった）

アーケードアーカイブス版
「こだわり設定」でゲームスピードの調整、BGM変更コマンド実行時のエンディングにおけるメッセージテキストの原作での挙動の再現、使用する機体の切り替え（1P操作時に2Pのドラゴンを使用）の設定が可能。

## 音楽
BGM
BGMは前作に引き続き、細江慎治（めがてん細江）が担当。前述のとおり裏技で前作のアレンジBGMでプレイができる（PCエンジン移植版では割愛）。ステージの順番通りではなく、そのシーンに即した選曲である。
- STAGE 1 → The Paleozoic Era（前作AREA 1）
- STAGE 2 → Volcano（同AREA 2）
- STAGE 3 → Cave Road（同AREA 5）
- STAGE 4 → Jungle（同AREA 3）
- STAGE 5 → Grave Yard（同AREA 4）
- STAGE 6 → Glacier Land（同AREA 6）
- エンディング → （同エンディング）

なお、全面クリア時のネームエントリーBGMは前作でいったんボツになったものが採用された。ゲームスタートデモおよび最終ボスのBGMは裏技の使用未使用に関わらず前作のアレンジとなっている。
開発中にBGMが製作される以前は、仮曲として『バーニングフォース』（1989年）のBGMとSEが鳴っていた。
2006年12月、アーケード版太鼓の達人9にSTAGE 1の水没都市のBGMが収録された。アーケード版はアップデートによる収録曲の入れ替わりに伴い収録から外れたが、後にいくつかの家庭用版作品に収録されている。
サウンドトラック
- 『細江慎治 WORKS VOL.3　ドラゴンセイバー』
- 『ナムコ ゲーム サウンド エクスプレス Vol.4 ドラゴンセイバー』
  - 編曲は米光亮が担当している。

## スタッフ
アーケード版
- プロデューサー：ASINAGA BUCHO、YOKO BOSS
- ゲーム・デザイナー：根来司、O!SUGI
- プログラマー："ALL OR NOT"NISHIMAKI、"SHIOHIGALER"ITO
- サウンド：細江慎治
- グラフィック・デザイナー：T.ISIKAWA、KIM045、H.MIYASIMA、SHIGEMARU、MA.HA.HO、TEJIMA、NAKAMURA、WAGATUMA、YOSINAMI、YANAGIHARA

PCエンジン版
- プロデュース：MAC、HARO 7000
- プログラム：MIMI
- グラフィック：BOB、MARK 2、RAIRU（守谷勝）、DAIYA（吉田卓史）
- サウンド：NOBI（坂田圭司）
- スペシャル・サンクス：M.T.、PORITAN（おおほりはるお）、SAKUSAKU KOYA、BACCHUS HAL、PSYCHIC

## 評価
アーケード版
ゲーム誌『ゲーメスト』誌上で行われていた「第5回ゲーメスト大賞」（1991年度）において、読者投票により大賞2位並びに編集部特別賞を獲得している。その他に、ベストシューティング賞で2位、ベスト演出賞で7位、ベストグラフィック賞で9位、ベストVGM賞で2位、プレイヤー人気で4位、年間ヒットゲームで6位、ベストキャラクター賞ではシリアが11位、アーリア神が19位を獲得した。
PCエンジン版
ゲーム誌『ファミコン通信』の「クロスレビュー」では合計22点、『月刊PCエンジン』では80・85・70・80・75の平均78点（満100点）、『マル勝PCエンジン』では8・7・8・8の合計31点（満40点）、『PC Engine FAN』の読者投票による「ゲーム通信簿」での評価は以下の通りとなっており、21.15点（満30点）となっている。また、この得点はPCエンジン全ソフトの中で238位（485本中、1993年時点）となっている。
| 項目 | キャラクタ | 音楽 | 操作性 | 熱中度 | お買得度 | オリジナリティ | 総合  |
| 得点 | 3.63       | 3.53 | 3.64   | 3.58   | 3.45     | 3.33           | 21.15 |